# Біанкі Віталій Валентинович
Віта́лій Валенти́нович Біа́нкі (нар. 30 січня (11 лютого) 1894, Петербург — †10 червня 1959, Ленінград) — російський радянський письменник.

## Біографія
Народився у Петербурзі у 1894 році. Автор творів для дітей на науково-природничі теми.
Повісті, короткі оповідання й казки Біанкі відзначаються високою художністю, достовірністю наукового матеріалу, прищеплюють любов до природи і рідного краю.
Найзначніший твір — «Лісова газета» (1927).

## Твори
- Повести и рассказы. Л., 1957;
- Лесные были и небылицы. Л., 1957;

Українські переклади

- Перше полювання. К., 1954;
- Лісові хатинки. К., 1957;
- Лісова газета. Л., 1961.

## Екранізації творів
- 1937 — «Перше полювання» — радянський мультфільм кіностудії «Ленфільм» за мотивами оповідання та сценарієм Віталія Біанкі (реж. П. Шмідт)
- 1951 — «Висока гірка» — радянський мультфільм за мотивами казки Віталія Біанкі «Червона гірка»
- 1954 — «Помаранчева шийка» — радянський мальований мультфільм, екранізація однойменної казки Віталія Біанкі
- 1961 — «Мурашок-хвалько» — радянський мальований мультфільм за мотивами казки Віталія Біанкі «Як мурашкок додому поспішав»
- 1971 — «Стежкою безкорисливої любові» — радянський художній фільм за повістю Віталія Біанкі (реж. Агасі Бабаян)
- 1976 — Віталій Біанкі — Оповідач-ведучий Петро Шелохонов —
- 1976 — «Як дід велику рівновагу порушив» — радянський ляльковий мультфільм за казкою Віталія Біанкі «Сова»
- 1978 — «Мишеня Пік» — радянський мальований мультфільм, знятий на літературній основі однойменного оповідання Віталія Біанкі, опублікованого в 1926 році
- 1981 — «Сто радощів, або Книга великих відкриттів» — радянський художній фільм за мотивами оповідань Віталія Біанкі (реж. Ярослав Лупій)
- 1983 — «Подорож мурашки» — радянський мальований мультфільм за мотивами казки Віталія Біанкі «Як мурашка додому поспішав»
- 1987 — «Сова» — радянський ляльковий мультфільм за мотивами казки Віталія Біанкі (реж. Ольга Розовська)
- 2005 — «Перше полювання» — російський мультфільм кіностудії «Союзмультфільм» за мотивами оповідання Віталія Біанкі (реж. Галина Шакицька)